# مردان حلبی
مردان حلبی (به انگلیسی: Tin Men) فیلمی محصول سال ۱۹۸۷ و به کارگردانی بری لوینسون است. در این فیلم بازیگرانی همچون ریچارد درایفس، دنی دویتو، باربارا هرشی، جانی ماهونی، جکی گیل، سیمور کاسل، برونو کیربی، جی.تی. والش، ریچارد پورتنو، مت کریون، آلن بلومنفلد، برد سالیوان، مایکل تاکر و دیردری اوکانل ایفای نقش کرده‌اند.